# Квинт Тиней Сацердот Клемент
Квинт Тине́й Сацердо́т Клеме́нт (лат. Quintus Tineius Sacerdos Clemens; умер после 158 года) — древнеримский государственный деятель, занимавший должность ординарного консула в 158 году.

## Биография
Род Сацердота происходил из этрусского города Волатерры; его отцом являлся консул-суффект 127 года Квинт Тиней Руф. В 158 году Клемент занимал должность ординарного консула вместе с Секстом Сульпицием Тертуллом. Помимо того, известно, что Квинт Тиней состоял в жреческой коллегии понтификов и являлся патроном памфилийского города Сиде, в котором, по всей видимости, и жил.

## Семья и потомки
В браке с неизвестной женщиной Сацердот имел, по крайней мере, троих сыновей, унаследовавших отцовский преномен и тоже ставших впоследствии консулами. Старший из них, Квинт Тиней Руф, достиг консульства в 182 году; средний — в 195 году, а младший занимал эту должность в 219 году совместно с императором Гелиогабалом.